# Sorrento, Maine
Sorrento är en ort i Hancock County i delstaten Maine, USA.